# Groat

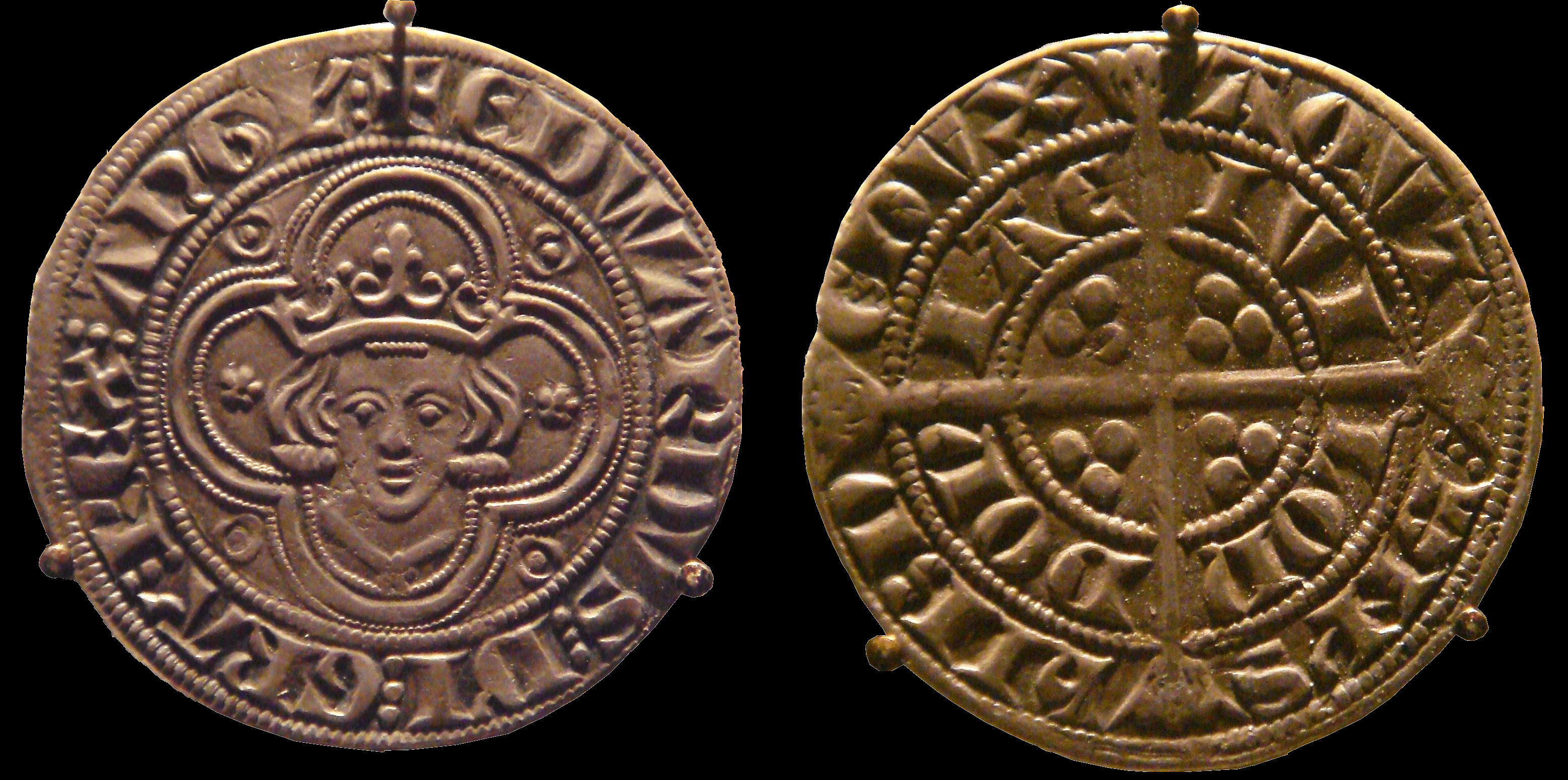
Groat aus der Zeit von Eduard I.

Groat („Groschen“) ist die Bezeichnung für das silberne 4-Pence-Stück, das im Vereinigten Königreich als Kursmünze bis 1855 geprägt wurde; es ist als größte Münze im Maundy Set bis in unsere Zeit enthalten. Die ersten Groats wurden 1279 während der Herrschaft Eduards I. geprägt.
Eine ähnliche Münze war der norddeutsche Groten, der anfangs 4 (meißnische) Pfennige und später 5 Schwaren galt.